# Vlag van Beesd

Vlag van de gemeente Beesd
(1963-1978)

De vlag van Beesd is het gemeentelijk dundoek van de voormalige Gelderse gemeente Beesd. De vlag werd op 21 maart 1963 per raadsbesluit aangenomen.
De beschrijving luidt:
Zeven verticale banen van rood en blauw met een lengteverhouding 7:2:2:2:2:2:7; de blauwe banen beladen met tien omgekeerde witte vairklokken, geplaatst 3,4,3.
Het vlagbeeld is gelijk aan dat van het gemeentewapen.
In 1978 is Beesd opgegaan in de gemeente Geldermalsen, waarmee de vlag als gemeentevlag kwam te vervallen. Geldermalsen is op 1 januari 2019 opgegaan in de nieuw gevormde gemeente West Betuwe.

## Verwante afbeelding

Wapen van Beesd

Ammerzoden 
· Angerlo 
· Batenburg 
· Beesd 
· Bemmel 
· Bergh 
· Bergharen 
· Beusichem 
· Borculo 
· Brakel 
· Didam 
· Dinxperlo 
· Dodewaard 
· Dreumel 
· Echteld 
· Eibergen 
· Elst 
· Ewijk 
· Geldermalsen 
· Gendringen 
· Gendt 
· Gorssel 
· Groenlo 
· Groesbeek 
· Hedel 
· Heerewaarden 
· Hemmen 
· Hengelo 
· Herwen en Aerdt 
· Heteren 
· Heukelum 
· Hoevelaken 
· Horssen 
· Huissen 
· Hummelo en Keppel 
· Hurwenen 
· Kerkwijk 
· Kesteren 
· Laren 
· Lichtenvoorde 
· Lienden 
· Lingewaal 
· Maurik 
· Millingen aan de Rijn 
· Neede 
· Neerijnen 
· Overasselt 
· Rijnwaarden 
· Rossum 
· Ruurlo 
· Steenderen 
· Ubbergen 
· Valburg 
· Vorden 
· Wadenoijen 
· Wamel 
· Warnsveld 
· Wehl 
· Wisch 
· Zelhem 
· Zoelen